# 戧金
戧金，又稱沉金、沈金、鎗金，是一種在漆器上刻劃出金色線條、細點的裝飾技法，最早記載於陶宗儀的著作《輟耕錄》，目前發現最古老的戧金漆器是1978年在江蘇南宋古墓挖掘出的三件木胎戧金漆器，此技法在明朝時十分盛行，曾在元朝時傳入室町時代的日本，日本稱之為「沉金」，在日本相當風行，傳承至今，是取讓金色沉陷在刻紋的技巧命名。

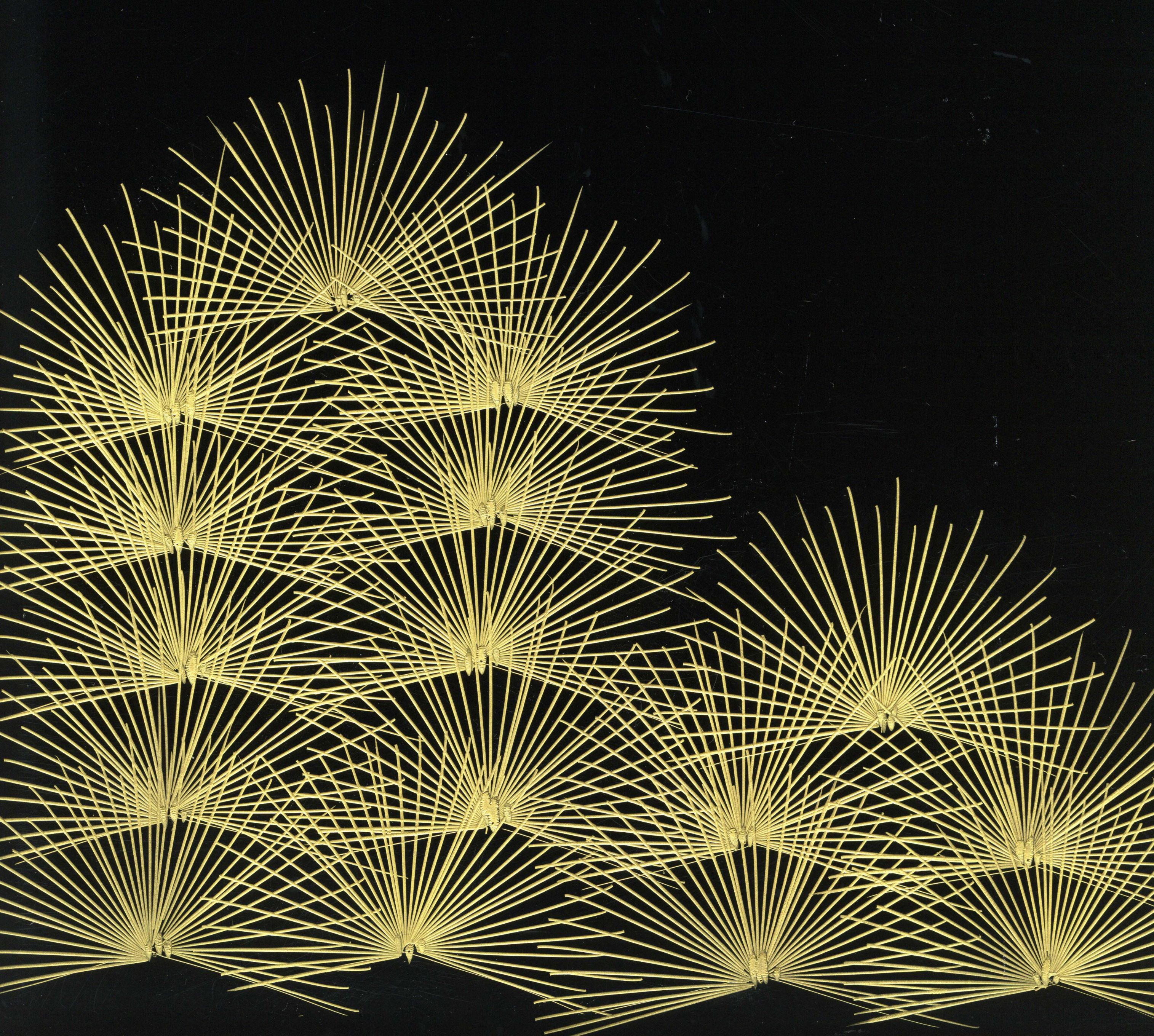
用戧金技巧在漆器上描繪的松葉紋

戧金技巧做法是在推光漆或罩漆完成的漆器上用針或雕刀刻出線條或細點進行紋飾，在刻痕內填金漆，或再貼入金箔、黏敷金粉後輕拍，使金箔、金粉深入凹槽，令刻在漆器上的花紋呈現金色，表現出漆器紋路的立體感，具有快速流暢卻又沈穩的美感。而中國跟日本在戧金技法上的主要差別在於中國的刻法多用針，而日本的刻法類似用毛筆寫字有抑揚頓挫，用一把刀表面由粗刻到細；中國卻是以粗細不同的針混合使用，所以日本與中國製作戧金時表現出的線條並不一樣。。
戧金所用的材料金箔優於金粉，因為貼金箔能與漆面能成強烈對比，相較下黏敷金粉的色澤較淡，而且金箔又比金粉便宜，所以使用機率相對較高。戧金的技巧除了使用金當原料，銀也是常被利用的材質。
戧金技巧被日本指定為重要無形文化財，目前被認定為技巧保持者的前史雄是在1999年取得認定，他也身兼石川縣立輪島漆藝技術研修所所長，專精於對沈金刀具的研究。
此外，三谷吾一於2002年成為日本芸術院会員，並於2015年被表彰為文化功勞者，於近代沈金史上具有舉足輕重的地位。
*當代台灣沈金藝術家小五的沈金藝術作品。